# 175365 Carsac
175365 Carsac è un asteroide della fascia principale. Scoperto nel 2005, presenta un'orbita caratterizzata da un semiasse maggiore pari a 3,4779782 UA e da un'eccentricità di 0,0207760, inclinata di 9,37261° rispetto all'eclittica.
L'asteroide è dedicato al geologo e archeologo francese François Bordes detto Carsac.